# Ultima GTR
Der Ultima GTR ist ein britischer Supersportwagen, der im Jahr 1999 als Kit Car, also Selbstbaufahrzeug, entwickelt wurde.

## Entstehungsgeschichte
Die Firma Ultima Sports Ltd. mit Sitz in Hinckley, England entstand Anfang der 90er Jahre als Zweig der Noble Motorsports Ltd., die bis 1992 die Ultima MK1–MK3 Rennwagen baute. Die neu entstandene Firma wollte den im Motorsport sehr erfolgreichen Ultima Sports weiter verbessern und als erschwinglichen Sportwagen neu definieren. Die tatsächliche Entwicklungszeit waren 14 Monate. Die Karosserie des Sports war durch die langjährige Entwicklung so ausgereift, dass es an ihr kaum Veränderungen gab. Der Rohrrahmen und die Motoraufnahmen hingegen wurden komplett überarbeitet, um einerseits an den Chevrolet-V8 der neueren Generation angepasst zu werden und andererseits das Prüfungsverfahren für den deutschen Markt zu bestehen. Außerdem konnte man nun zum ersten Mal den Wagen mit Aluminiumfelgen aus eigenem Hause bestellen.

## Technische Daten

### Chassis und Karosserie
Gitterrohrrahmenchassis mit 1,4 mm Aluplatten als Verplankung im Cockpitbereich geeignet für die Aufnahme von Motoren bis 1000 PS, mit komplett aus GFK gefertigter Karosserie mit Seitenscheiben aus Plexiglas, gegossener, einteilig gewölbter Frontscheibe und einem zweistufigen Carbonfaserheckspoiler (Sonderausstattung), wahlweise als Coupé oder als Spyder (Ultima Can-Am). Das Coupe ist zusätzlich mit nach vorne um 90° öffnenden Flügeltüren versehen, was den Einstieg aufgrund der mit Staufächern versehenen, sehr breiten Seitenschweller erleichtert.

### Interieur
Je nach Wunsch kann das gesamte Interieur individuell gestaltet werden. Instrumente / Anzeigen analog oder digital, diverse Schalensitze können verbaut werden, weitere Ausstattung wie Leder, Alcantara, Teppich, Rückfahrkamera, Radio-Navigation usw.

### Motor

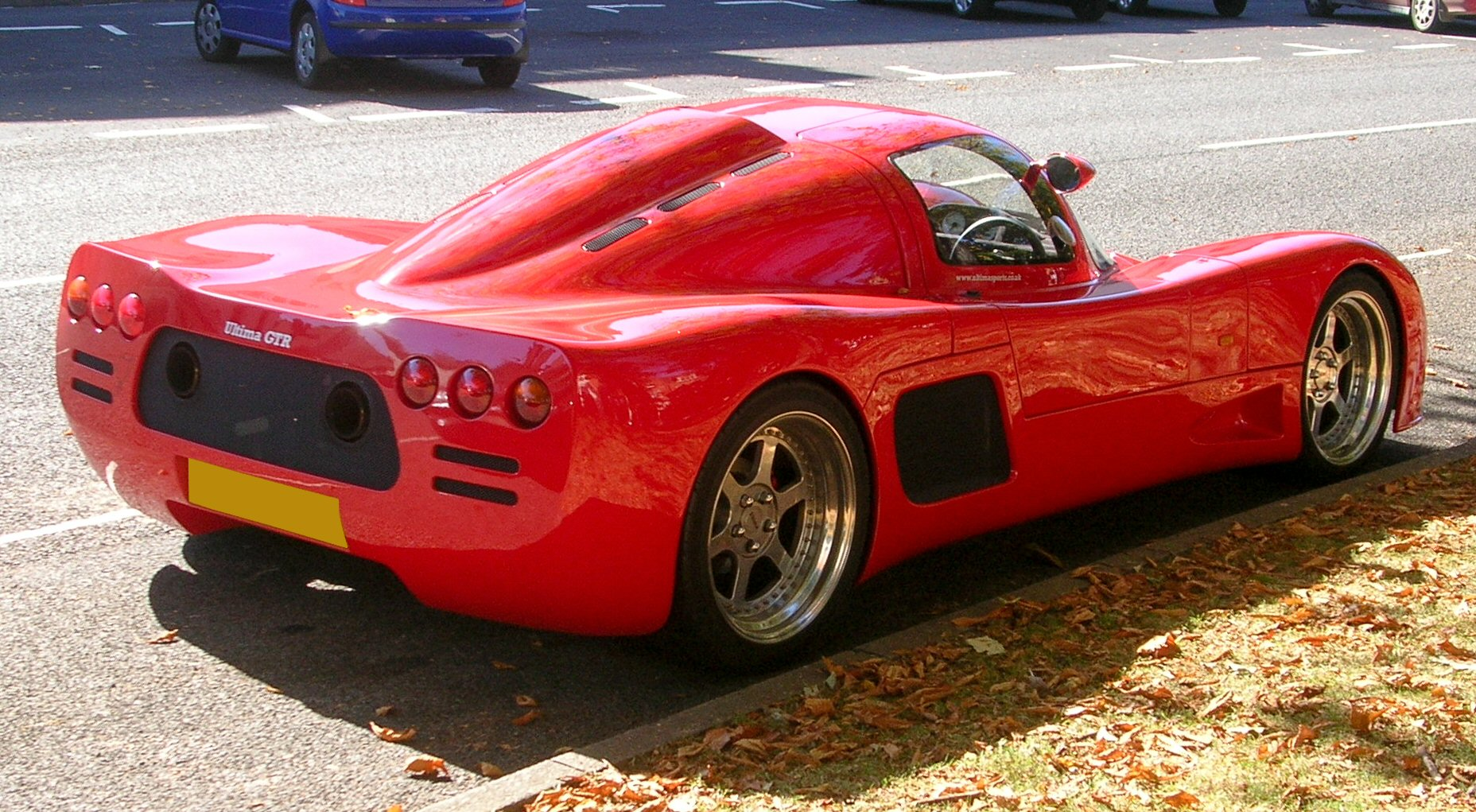
Ultima GTR Heck

Der GTR wird als Kit Car ohne Motor geliefert, empfohlen wird jedoch der Chevrolet-V8-Small-Block mit 6,3 l Hubraum von Amerspeed mit 399 kW (543 PS) und 716 Nm Drehmoment. Dieser Motor wird von der US-amerikanischen Firma Amerspeed speziell für den Ultima gebaut. Neben der genannten „Standardvariante“ gibt es noch über 30 weitere Motorisierungsmöglichkeiten bei Amerspeed. Der kleinste Motor ist ein 350 cui (5,7 l) V8 mit 210 kW (285 PS), der größte ist ein 7,0 Liter LS7-Motor aus der Corvette mit 529 kW (720 PS). In den USA sind einige GTRs mit V8-Biturbo-Motoren bekannt, die mehr als 735 kW (1000 PS) leisten.
Allerdings halten die Amerspeed-Chevy-Motoren die aktuellen Abgasbestimmungen für Deutschland nicht ein und sind somit nur über ein sehr aufwendiges Verfahren nach §21 StVZO zulassungsfähig. Der deutsche Lotus-Seven-Lieferant Carbuilt bietet deshalb zur Vereinfachung der Zulassung eine umgearbeitete Version des Chassis mit einer Aufnahme für den 4,2-Liter-V8-Motor von Audi an. Diese Variante erscheint in Verbindung mit dem 6-Gang-Getriebe auf Grund der Zulassungssituation für den deutschen Markt am attraktivsten.
UltimaCars Deutschland bietet seit 2002 straßenzugelassene Ultima GTR und CanAm mit LS3 / LS7 und C5-R Motoren mit einer Leistung von bis zu 800 PS an. Das Verbauen anderer Motoren als Chevrolet Small Block wird weder von UltimaCars Deutschland noch vom UltimaCars Stammwerk empfohlen. Nach wie vor gilt Amerspeed aufgrund der langjährigen Erfahrung als einer der bevorzugten Motorlieferanten. Alle Motoren können jedoch auch in Deutschland über UltimaCars Deutschland bezogen werden.

### Getriebe
Auf den Chevrolet-Motor angepasstes Porsche-G50-Transaxle-Getriebe. Es besteht die Auswahl zwischen Schaltgestänge und Seilzug. UltimaCars Deutschland empfiehlt das mittlerweile ausschließlich verbaute Getriebe des 996 Turbo mit Seilzug, da das standard G50 die Höchstgeschwindigkeit auf 275 km/h begrenzt. Modifizierte Turbo Getriebe erlauben (je nach Motorleistung) bereits mit einem Standard LS 7 Motor mit 500 PS V-Max über 300 km/h. Die Getriebe werden mittels einer aus einem Alublock gefrästen Adapterplatte montiert.

### Reifen
VA 9,5″×18″ 245/35/ZR18, HA 13″×18″ 335/30/ZR18 3-teilige Alufelgen mit Goodyear Eagle F1 GS-Fiorano, oder Kumho Semislicks

## Rekorde
Für 100 mph (160,93 km/h) aus dem Stand und wieder zurück auf Null benötigt der Ultima GTR 9,4 Sekunden und stellte damit bereits 2006 einen neuen Rekord auf. Während des Rekords spurtete der Ultima GTR in 2,6 Sekunden auf 60 mph (96,56 km/h) und erreichte nach 5,3 Sekunden die 100 mph-Marke (160,93 km/h). Den Bremsvorgang aus dieser Geschwindigkeit zurück zum Stillstand absolvierte der Weltrekordhalter in 3,6 Sekunden. Bei der Weltrekordfahrt saß Ultima-Geschäftsführer Richard Marlow selbst am Steuer des Ultima GTR720, der von einem V8-Motor aus dem Hause General Motors befeuert wird.
In der international bekannten britischen Sendung Top Gear holte sich das GTR720 Model im Jahr 2007 den ersten Platz für straßenzugelassene Fahrzeuge auf der Teststrecke der Sendung deutlich vor Ferrari Enzo oder Bugatti Veyron 16.4.

## Preise
Das eigentlich erstaunliche am Ultima GTR ist der Preis. Als Kitcar kostet er ohne Motor 15.931 Britische Pfund plus ca. 1000 Pfund Versand. Allerdings beinhaltet dieser Preis keinerlei „Extras“ wie Getriebe, Sitze, Leuchtmittel usw. Ein normal ausgestatteter Ultima GTR kommt ohne Motor (Preise dazu differieren stark) auf ca. 60.000 Euro. Der Amerspeed-Motor kostet je nach Ausbaustufe zwischen ca. 5.500 und ca. 17.800 US-Dollar. Der Audi-Motor kostet etwa 8.000 Euro. Der Zusammenbau des Fahrzeuges ist dank detaillierter Anleitung relativ einfach und kann auch von normal begabten Personen und mit handelsüblichem Werkzeug erfolgen.
In der Praxis bedeutet das, dass man bei der Verwendung von Neuteilen beim Eigenbau kaum unter 80.000 Euro kommt, bis das Fahrzeug fahrfertig ist. Bei Einsatz von hochwertigen Getrieben und Motoren sowie weiterer zeitgemäßer Zusatzausstattung liegt der Preis auch beim Eigenbau schnell deutlich über 100.000 Euro. Es gibt Ultima-Exemplare die aufgrund ihrer hochwertigen Komponenten 200.000 Euro gekostet haben (ohne Aufbaukosten).
Sollte man den Eigenbau jedoch trotzdem nicht mögen, kann man den Wagen für etwa 89.000 US-Dollar auch als sogenanntes „Rolling Chassis“ erwerben. Dazu kommen dann nur noch der Motor und das Getriebe. Der deutsche Importeur bietet auch komplett fertige Turnkey-Varianten an. Preise für diese sind allerdings nur auf Anfrage erhältlich.